# WDC 65816/65802
A W65C816S (ugyanúgy, mint a 65C816 és 65816 jelű csipek) egy 16 bites mikroprocesszor (MPU), a Western Design Center (WDC) amerikai elektronikai cég fejlesztése, amely cég jelenleg is (2014-ben) forgalmazza a hasonló architektúrájú processzorokat. Ezt a processzort 1983-ban mutatták be, a W65C816S a WDC 65C02 8 bites MPU továbbfejlesztett és javított változata, ami a maga részéről a tiszteletre méltó MOS Technology 6502 NMOS MPU továbbfejlesztése. Az alkatrész jelölésében a 65 annak 65C02 kompatibilitási üzemmódját jelöli, a 816 pedig azt jelenti, hogy a processzor átkapcsolható 8- és 16 bites regisztermérettel rendelkezik.
A 16 bites regiszterek használatának lehetősége mellett a W65C816S képes a 24 bites kiterjesztett memóriacímzés használatára, ami 16 MiB méretű memória használatát teszi lehetővé; továbbfejlesztett utasításkészlettel rendelkezik, 16 bites veremmutató regiszterrel, valamint számos új, a kibővített hardverkezelés céljára szolgáló elektromos jelcsatlakozó vonallal látták el.
reset után a W65C816S „emulációs üzemmódban” kezdi a működését, ami azt jelenti, hogy alapvetően egy 65C02 processzorként viselkedik. A resetet követően, a W65C816S „natív módba” kapcsolható egy 2 utasításból álló szekvenciával, amelyben elérhetővé válnak a processzor fejlett lehetőségei, mindamellett ez az üzemmódban is jelentős mértékű a visszafelé kompatibilitás a 65C02 számára írt szoftverek nagy részével. A processzor azonban nem lábkompatibilis sem NMOS elődjének csereszabatos helyettesítőjével, a 65C02 jelű PDIP40 tokozású verzióval, és egyetlen más 6502 családba tartozó processzorral sem.
A W65C816S a már nem gyártott W65C802 utódja.

## Történet
A W65C816S fejlesztése 1982-ben kezdődött, miután Bill Mensch, a WDC alapítója és vezérigazgatója (CEO), valamint a 65C02 mikroprocesszor tervezője, tárgyalásba kezdett az Apple Computer céggel az Apple II sorozatú személyi számítógépek újabb verziójának tervezéséről, amelynek javított grafikával és hanggal kellett megjelennie. Az Apple egy olyan processzort akart, amely szoftveresen kompatibilis a meglévő 6502 processzorokkal, amelyet az Apple II gépben használtak, de legyen képes több memóriát címezni és 16 bites szavakat olvasni és tárolni, tehát egy kompatibilis 16 bites processzort akartak, kiterjesztett memóriacímzési lehetőségekkel.

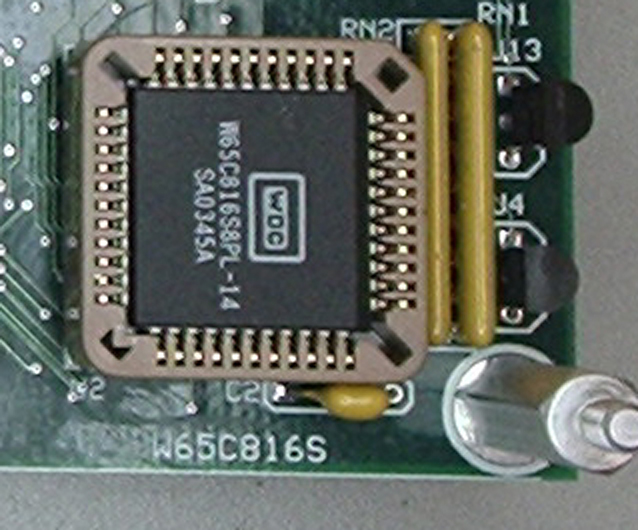
W65C816S változat PLCC-44 tokozásban, egy egykártyás számítógépben

A tárgyalás eredménye a 65C816 lett, amely 1984 márciusában készült el, mikor a WDC elküldte a mintákat az Apple és Atari számára. Az Apple ezután a 65C816-ot integrálta az Apple IIGS számítógépekbe. Mensch-t a tervezési folyamatban nővére, Kathryn segítette, aki az eszköz fizikai tervének (alaprajz) egy részéért volt felelős.
Az 1990-es években a 65C816-os magot (valamint elődjét, a 65C02-t) áttervezték teljesen statikus mag kialakítássá, amelyekben lehetséges az processzor-órajel változtatása és megállítása, a regiszterek tartalmának megőrzése mellett. Ez a tulajdonság, aszinkron statikus RAM-ok használatával, megállított / várakozó állapotban minimális fogyasztású (áramfelvételű) modellek tervezését teszi lehetővé,
Az alapvető 65C816 kialakítás terveit alternatív gyártók is átvették, így a GTE, a Sanyo és mások is gyártani kezdték az 1990-es évek elején. A 2013-as állapot szerint a W65C816S beszerezhető magától a WDC-től 40 tűs PDIP vagy PLCC44 tokozásban, valamint processzormag formájában ASIC-ba való integráció céljára, ilyenek például a Winbond W55V9x sorozatú TV IC-k. A WDC maga egy gyártókapacitás nélküli (fabless) mikroelektronikai cég, így a W65C816S csipeket és más kompatibilis termékeit egyéb szerződéses bérgyártókkal (foundry) készítteti. Az kész processzorokat a cég különféle elektronikai terjesztőkön keresztül értékesíti. A tervezők számára a WDC Verilog nyelvű RTL leírást biztosít, amellyel W65C816S funkcionalitású egyedi alkalmazásspecifikus integrált áramkörök (ASIC) készíthetők.
A múltban a WDC forgalmazta a W65C816S processzornak a 65(C)02 PDIP40 verziójával lábkompatibilis változatát is, a W65C802 jelölésű csipet. A 65C802 minden tekintetben teljesen kompatibilis volt a 65C02-vel, de 100%-osan szoftverkompatibilis a 65C816-tal, beleértve a 16 bites regiszterek használatát. A W65C802 nem képes teljes 24 bites címek generálására, ezáltal az elérhető memóriatartomány mérete 64 KiB-ra csökken, mint a 65C02-nél. A 65C802-t a WDC és GTE készítette az 1980-as évek közepétől kezdve az 1990-es évek elejéig. Mivel a hardvergyártók az újabb terveikben a 65C802 helyett inkább a 65C816-os típust alkalmazták, végül a 65C802-es gyártását megszüntették.

## Tulajdonságok
- Teljesen statikus CMOS kialakítás az alacsony fogyasztás érdekében (300 µA 1 MHz-en) és megnövekedett zajvédettség
- Széles üzemi feszültségtartomány: 1,8 V ± 5%, 2,5 V ± 5%, 3,0 V ± 5%, 3,3 V ± 10%, 5,0 V ± 5%, különböző feszültségű perifériákkal való használathoz
- Széles működési frekvencia-tartomány, egyfázisú órajelforrás
- Emulációs üzemmód, 65C02 szoftverkompatibilitás, kivéve a nem dokumentált opkódokat
- 24 bites memóriacímzés, 16 MiB címezhető memóriatartomány
- 16 bites ALU, akkumulátor (A), veremmutató (SP), és indexregiszters (X és Y).
- 16 bites közvetlen lap regiszter (Direct Page register, D), a memóriacímzésben játszik szerepet
- 8 bites adatbank (DB) és program bank (PB) regiszterek, a 24 bites adat- és kódcímek 16-23, bitjeit szolgáltatják
- Érvényes adatcím (Valid Data Address, VDA) (VDA) és érvényes programcím (Valid Program Address, VPA) (VPA) kimenetek a kettős gyorsítótár és cikluslopásos DMA megvalósításához
- Vector Pull (VPB) kimenet, ami valamelyik megszakításvektor használatát / megcímzését jelzi
- Az Abort (ABORTB) bemenet és a hozzá kapcsolt vektor támogatja a processzor buszhiba-kondíciók utáni önjavítását, mint amilyenek a laphibák és memóriahozzáférési feltételek megsértése
- Külön program- és adatbank regiszter, lehetőség 16 MiB memória szegmentált vagy lineáris címzésére (csak adatoknál)
- Közvetlen regiszter és veremrelatív címzés; ez az újrahívható (re-entrant), rekurzív és relokálható programozást segíti
- 24 címzési mód – 13 eredeti 6502 címzési mód, 92 utasítással, 256 opkód használatával, beleértve a 65C02-ben implementált újabb opkódok nagy részét is
- Blokkmásoló utasítások; lehetővé teszi adatstruktúrák gyors másolását a RAM-ban minimális kódolással
- Wait-for-Interrupt (WAI) és Stop-the-Clock (STP) utasítások: tovább csökkentik a fogyasztást, csökkentik megszakítási latenciát és lehetővé teszik a szinkronizációt külső eseményekkel
- A koprocesszor (COP) utasítás és a hozzá kapcsolt megszakítási vektor különböző koprocesszor-konfigurációkat támogat, pl. lebegőpontos processzorokat
- Fenntartott "escape" (WDM) utasítás a jövőbeli kétbájtos opkódok számára, kapcsolat a jövőbeli kialakításokkal. A „WDM” nem más, mint a W65C816S tervezője, William D. Mensch nevének kezdőbetűi

## Jelentősebb felhasználók
- Acorn Communicator
- Apple IIGS
- C-One Reconfigurable Computer (szabványos CPU/RAM kártya)
- Super Nintendo Entertainment System (a konzol Ricoh 5A22 CPU-ja a 65C816-on alapul)
- Super Mario RPG: Legend of the Seven Stars (a játékkazetta tartalmaz egy Nintendo SA-1 CPU-t, amely 65C816 alapú)
- SuperCPU – a Commodore 64 egy korszerűsítésett változata[5]

## Fordítás
Ez a szócikk részben vagy egészben  a   WDC 65816x című angol Wikipédia-szócikk ezen változatának fordításán alapul.  Az eredeti cikk szerkesztőit annak laptörténete sorolja fel. Ez a jelzés csupán a megfogalmazás eredetét és a szerzői jogokat jelzi, nem szolgál a cikkben szereplő információk forrásmegjelöléseként.